# Stazione meteorologica di Zafferana Etnea
La stazione meteorologica di Zafferana Etnea è la stazione meteorologica di riferimento relativa alla località di Zafferana Etnea.

## Coordinate geografiche
La stazione meteo si trova nell'Italia insulare, in Sicilia, in provincia di Catania, nel comune di Zafferana Etnea, a 590 metri s.l.m. e alle coordinate geografiche 37°42′N 15°06′E.

## Dati climatologici
In base alla media trentennale di riferimento 1961-1990, la temperatura media del mese più freddo, gennaio, si attesta a +8,3 °C; quella del mese più caldo, agosto, è di +24,8 °C .
| Zafferana Etnea    | Mesi | Mesi | Mesi | Mesi | Mesi | Mesi | Mesi | Mesi | Mesi | Mesi | Mesi | Mesi | Stagioni | Stagioni | Stagioni | Stagioni | Anno |
| Zafferana Etnea    | Gen  | Feb  | Mar  | Apr  | Mag  | Giu  | Lug  | Ago  | Set  | Ott  | Nov  | Dic  | Inv      | Pri      | Est      | Aut      | Anno |
| ------------------ | ---- | ---- | ---- | ---- | ---- | ---- | ---- | ---- | ---- | ---- | ---- | ---- | -------- | -------- | -------- | -------- | ---- |
| T. max. media (°C) | 12,2 | 14,2 | 15,4 | 16,9 | 21,3 | 25,7 | 29,0 | 29,5 | 25,5 | 21,0 | 17,7 | 14,9 | 13,8     | 17,9     | 28,1     | 21,4     | 20,3 |
| T. min. media (°C) | 4,5  | 5,5  | 6,8  | 8,9  | 12,6 | 16,8 | 19,3 | 20,1 | 16,5 | 13,1 | 9,8  | 6,6  | 5,5      | 9,4      | 18,7     | 13,1     | 11,7 |